# Hersch Lauterpacht
Hersch Lauterpacht, né le 16 août 1897 à Zolkiev (Autriche-Hongrie) — désormais Jovkva en Ukraine — et mort le 8 mai 1960 à Londres, est un juriste international britannique de grand renom, conseiller au procès de Nuremberg, où il impose le concept de crime contre l'humanité. Il est aussi concepteur de la charte des droits de l'homme promue par l'ONU, ancien juge de la Cour internationale de justice (CIJ), siégeant à La Haye (Pays-Bas). 
La région où il naît, la Galicie, connaît de 1914 à 1944 des bouleversements incessants, passant successivement par plusieurs rattachements, polonais, russe, allemand et finalement ukrainien, marqués par de nombreux massacres ethniques et finalement l’anéantissement des populations juives, lorsque le Reichsleiter Hans Frank, avocat et nazi de la première heure, prend la tête du Gouvernement général de Pologne, où sont établis de nombreux camps d’extermination (Treblinka, Auschwitz…). Ces événements auront une profonde influence sur la pensée et l’action de H. Lauterpacht.

## Biographie

### Enfance, formation et début de carrière
Hersch Lauterpacht est né dans une famille juive à Zolkiev, aujourd’hui Zhovkva, proche de Lemberg, aujourd'hui Lviv, en Galicie, à l'époque en Autriche-Hongrie, maintenant en Ukraine, le 16 août 1897 de Aron Lauterpacht, entrepreneur et Deborah Turkenkopf. La famille s’installe à Lemberg en 1911 et Hersch s’inscrit à la faculté de droit de l’université de Lemberg en automne 1915.
Lemberg est une ville universitaire avec une forte spécialité en droit qui a la particularité d'avoir formé les deux personnalités marquantes à l'origine du droit pénal supranational moderne : Raphael Lemkin pour le droit pénal supranational des groupes, autour du concept de génocide, et Hersch Lauterpacht pour la protection des droits supranationaux de l'individu autour du concept de crime contre l'humanité. L'un et l’autre auront un rôle fondamental, et en partie conflictuel, lors du procès de Nuremberg, puis lors de la Déclaration universelle des droits de l'homme (DUDH) adoptée par l’Assemblée générale des Nations unies le 10 décembre 1948 à Paris, et enfin lors du vote de la Convention pour la prévention et la répression du crime de génocide (CPRCG) approuvé à l'unanimité le 9 décembre 1948 par l'Assemblée générale des Nations unies.
Le 1er novembre 1918 les Ukrainiens prennent le contrôle de Lemberg qui devient Lviv et déclarent la ville capitale de la République populaire d'Ukraine occidentale, provoquant un conflit meurtrier avec les Polonais qui reprirent la ville, qui devint Lwow. Durant ces troubles Lauterpacht devient leader de l’organisation des universitaires sionistes de Galicie. La Pologne, qui avait multiplié les exactions contre les minorités, notamment juives, récupère la Galicie au traité de Versailles mais se voit imposer par le Président Wilson un traité de protection des minorités raciales et nationales comme condition de son entrée dans la Société des Nations (SDN). L’article 93 du traité exige que la Pologne signe un second traité de protection des « habitants qui différent de la majorité par la race, la langue ou la religion ». C'est la première occurrence en droit international positif d'un droit supranational s'imposant à une nation souveraine, faisant de cette région en quelque sorte le berceau des droits de l'homme[réf. nécessaire].
Hersch Lauterpacht devient polonais. Mais il part finir ses études de droit à Vienne. «Je n’ai pas pu passer mes examens (à Lemberg) parce que l'université avait fermé ses portes aux juifs de Galicie orientale». Il suit les cours du professeur Hans Kelsen, père de la nouvelle constitution autrichienne qui a servi de modèles à d'autres pays européens. Hans Kelsen défend l'idée novatrice à l'époque que les individus disposent de droits constitutionnels supérieurs à la loi et qui s'imposent au législateur. En Autriche, c’est l'individu qui est mis au centre des droits, pas le groupe. Jusqu'ici l'idée dominante était que le droit sert le souverain[réf. nécessaire].
Ayant obtenu le diplôme de docteur en sciences politiques avec la mention excellent, en juillet 1922, avec une thèse sur la Société des Nations, il se marie avec Rachel Steinberg, une pianiste, le 20 mars 1923. Le couple part aussitôt pour Londres où Lauterpacht s'inscrit à la London School of Economics (LSE). Il y devient maître de conférences après avoir soutenu sa thèse sur le sujet: «Les sources de la loi privée et analogie en droit international». Lauterpacht s'y montre «persuadé que le rapprochement du droit interne et international offrait une possibilité révolutionnaire de développer la législation limitant le pouvoir « éternel et inaliénable » de l'État». Sa thèse est publiée en mai 1927. Le 6 juillet 1931, il prête serment à la Couronne après avoir renoncé à la nationalité polonaise, imposée après le traité de Versailles. Il est désormais de nationalité britannique et il est reçu au barreau de Londres en 1933. Il est élu à la fin de l'année 1937 à la prestigieuse chaire de droit international à Cambridge.
Peu après, Hitler envahissait les Sudètes, puis la Pologne. Toute la famille de Lauterpacht restée en Galicie sera anéantie.

### Le procès de Nuremberg - Organisation des Nations unies - juge à la Cour internationale de Justice
Parti faire une tournée de conférences aux États-Unis en faveur d'une intervention contre Hitler, Lauterpacht rencontre le procureur général des États-Unis, Robert Jackson, nommé par Roosevelt, qui cherchait des arguments pour soutenir le Royaume-Uni, seul en guerre après l'effondrement français. Certaines de ses idées seront reprises dans le traité de Lend-Lease, passé avec le Royaume-Uni, pour prouver qu'il ne violait pas le principe de neutralité, puis dans le discours du procureur général devant un parterre de juristes conservateurs évoquant la sanction des responsables étatiques de crimes majeurs et l'intervention au profit des victimes, marquant son opposition aux « conceptions obsolètes » du XIXe siècle.
Alternant cours à Harvard et réunions avec les juristes américains, Lauterpacht reste aux États-Unis jusqu'en mars 1942, où il retourne à Londres et travaille auprès de Arnolds McNair, au Comité sur les crimes de guerre. En 1943, il fait la lecture de son premier projet de Charte des droits de l'homme. En 1944, Lauterpacht publie son livre majeur : An International Bill of the rights of Man. La même année, le 26 juin, la Charte des Nations unies signée à San Francisco fait la première mention explicite aux « droits humains fondamentaux ».
Le 2 mai 1945, le nouveau président américain, Harry Truman, nomme Jackson à la tête de l'équipe chargée de l'accusation contre les grands criminels nazis. Le 1er juillet, Jackson rencontre Lauterpacht à Londres pour l'aider à surmonter les problèmes théoriques que posait l'établissement des termes de l'accusation. La notion de « crime contre l'humanité » fait son apparition dans le réquisitoire. L'article 6c de la charte instituant le Tribunal de Nuremberg impose la sanction des crimes contre l'humanité très précisément définis selon la nomenclature de Lauterpacht. Le procureur Hartley Shawcross, désigné par les Britanniques pour porter l'accusation en leur nom, demande à Lauterpacht de rejoindre son équipe à Nuremberg (Maxwell Fyfe, Khaki Roberts, Patrick Dean) où il eut une influence majeure sur le discours inaugural du procureur britannique et la responsabilité d'une partie du plaidoyer final. Il s'opposait à l'intégration du concept de génocide promu par Raphael Lemkin, comme inutile, émotionnel, dangereux et impraticable. 
La tâche du tribunal consistait à « faire évoluer le droit pour protéger les individus » et « créer un précédent précieux pour toute cour pénale internationale à venir »[réf. nécessaire]. Finalement, Shawcross remania assez fortement le texte de Lauterpacht dont il ne restera que douze pages. Il cédait aux pressions de Raphael Lemkin et évoquait la « politique du génocide » menée par les accusés, mais concluait dans les termes de Lauterpacht : « Pour que l’homme du peuple qui habite ce monde soit désormais déterminé à faire triompher l’individu sur l’État ». Les Français reprirent le terme de génocide. Le jugement final reflète les vues de Lauterpacht sur la responsabilité des hommes qui doit être sanctionnée quand ils commettent des crimes contre l'humanité. Les individus ont des devoirs envers la communauté internationale qui « priment leur devoir d’obéissance envers l’État dont ils sont ressortissants ». La notion de génocide ne sera pas évoquée dans le jugement de Nuremberg.
Quelques semaines après le verdict, l'assemblée générale de l'ONU posait les principes d'une Charte des droits, réaffirmant ceux de la Charte de Nuremberg. L'article 95 reprenait l'ensemble des idées de Lauterpacht sur les droits de l'homme et la place de l’individu (et plus seulement des États) dans le droit international. La résolution 96 satisfaisait enfin Raphael Lemkin en faisant du génocide un crime international. Lauterpacht, est nommé QC, Queen Counsel, Conseiller juridique de la reine, en 1949, et travaille à la Commission des Lois de l'ONU de 1952 à 1954. Il est élu en 1955 représentant de la Grande Bretagne à la Cour internationale de Justice de La Haye, en remplacement de McNairn, en dépit de certaines résistances dues au fait que sa nationalité britannique était récente. Il y reste jusqu’à sa mort en 1960 et y exerce une influence importante et durable sur de nombreux sujets à la fois par ses attendus de jugements et ses « opinions contraires ». 
Sir Lauterpacht est anobli en 1956.

## Le conflit fondamental de doctrine entre Lauterpacht et Lemkin
La controverse entre Hersch Lauterpacht et Raphael Lemkin, tous les deux juifs et formés à Lemberg, a marqué les travaux alliés sur la définition des crimes supranationaux et leur sanction. Pour Lauterpacht « L’être humain, l’individu… est l’ultime source de tout droit » comme il le définit en 1943. Faire intervenir la notion de groupe renforce les conflits interethniques, la sanction d'un groupe risquant d'être imputée à un groupe opposé et non aux principes du droit. Au lieu de pacifier, l'incrimination infamante de génocide, susciterait des réactions de groupe contraires à l'acceptation raisonnable des décisions de justice. Évoquer le groupe est inutile à ses yeux, puisqu'en définitive c'est un individu qui a été privé de ses droits élémentaires. Les circonstances aident seulement à qualifier le crime mais ne changent pas sa nature.
En évoquant, pour le génocide, l'obligation de prouver une volonté d’extermination totale, on entre dans des débats infinis sur l'intentionnalité supposée des criminels qui risquent de ralentir l'instruction des crimes et de bloquer le verdict. Faire intervenir dans le génocide la destruction de langues, de coutumes ou tout autre aspect « folklorique », appauvrit l'intensité du crime et fait entrer le droit dans des méandres dont il ne peut pas sortir. Pour Lauterpacht, seul le crime contre l'humanité, constatant des massacres de fait hors de toute légalité internationale doit être poursuivi. Il sera un opposant ferme à l'introduction de la notion de génocide lors du procès de Nuremberg et plus tard. Dans son Traité du droit international d'Oppenheim (Oppenheim's International Law), publié en 1958, il considère le concept de génocide comme « gros de lacunes, d’artifices et de dangers potentiels ». Ce serait un « recul » par rapport à la protection des droits de l’homme.
Pour Raphael Lemkin, la protection des groupes humains est aussi la justification du droit international, dans la vie de ses membres mais aussi dans les attributs essentiels de sa vie culturelle : religion, langue, traditions… il pose les bases d'un droit international de protection des groupes et plus seulement des individus. Il est servi par la force du mot génocide, immédiatement parlant et rapidement repris, qui correspond parfaitement aux entreprises nazies et par le sentiment qu'il existe un crime contre l'humanité particulièrement grave qui est la tentative intentionnelle d’extermination de la culture et de l'existence d’un groupe à « rayer de la carte ». Dans son ouvrage majeur, Axis Rule, il précise que « de nouvelles conceptions demandent de nouveaux mots » et que le génocide concerne « les actes dirigés contre les individus non pas en tant qu’individus et mais comme membres d’un groupe ». Le livre sera bien reçu mais l'introduction de la notion de groupe et la mise en cause des Allemands et pas des nazis ne provoquent pas seulement l'hostilité de Lauterpacht. Leopold Kohr, après avoir fait la recension des réactions au livre de Lemkin, écrit que le livre est « extrêmement utile mais dangereux ». Il « tombe dans un piège » et adopte une pensée « biologisante » de même nature que celle qui avait conduit à l'antisémitisme et l'antigermanisme.
Lemkin sera incorporé au Bureau des Crimes de guerre américains mais ne sera pas parmi les officiels à Nuremberg. Il aura d'extrêmes difficultés à se faire entendre des délégations et à vaincre l'hostilité notamment de Lauterpacht et d'une partie des juristes opposés à l'introduction de notions de groupes. Ce qui explique notamment les atermoiements et hésitations des délégations américaines et anglaises, le mot génocide apparaissant à certains moments de la procédure et pas à d'autres. La délégation française jouera un rôle en faveur des thèses de Lemkin. Néanmoins, le jugement de Nuremberg ne fait pas droit au crime de génocide. 
Ce n’est qu'après que le concept de crime contre l'humanité et de charte universelle des droits de l'homme a été inscrit dans le droit international que l'idée d'une convention sur la prévention et la sanction du génocide sera généralement admise et pourra être votée par l'ONU, marquant une victoire cruciale pour Raphaël Lemkin. Aujourd'hui, alors qu'a pu être mise en place la Cour pénale internationale, et que des nations et des groupes ethniques s'affrontent en tant que tels pour prétendre à la reconnaissance du statut de victimes de génocides et à l'interdiction de la négation du caractère génocidaire des massacres qui les ont frappés (Arméniens contre Turcs (Génocide arménien), Ukrainiens contre Russes (Holodomor), etc.), la querelle initiale entre Lauterpacht et Lemkin reste actuelle.

## Ouvrages principaux
- (en) The Function of Law in the International Community, Oxford, 1933 ;
- (en) Recognition in International Law, Cambridge, 1947 ;
- (en) The Development of International Law by the International Court, London, 1958
- (en) Oppenheim's International Law, Vol. 1, 8th ed., 1958
- (en) Sir Gerald Fitzmaurice, Hersch Lauterpacht – The Scholar as Judge, Part I. 37 British Yearbook of International Law 1-72, 1961 ; Part II, 38 British Yearbook of International Law 1-84, 1 962 ; Part III, 39 British Yearbook of International Law 133-189, 1963
- (en) Annual Digest and Reports of Public International Law Cases, Vols. 1 –16, subsequently continued as International Law Reports, Vols. 17–24
- (en) International Law – The Collected Papers of Hersch Lauterpacht, Vol.5, Edited by Elihu Lauterpacht (Cambridge 2 004) as reviewed by H.E. Former ICJ President Stephen M. Schwebel, in 99 American Journal of International Law 726-729 (2 005)
- (en) Whewell Professorship of International Law

## Ouvrages de référence
Tous les faits et citations présentées dans l'article sont issus, sauf indications contraires, de deux ouvrages majeurs : 
- (en) Elihu Lauterpacht, The Life of Hersch Lauterpacht, Centre for International Law, University of Cambridge, 2010  (ISBN 9781107000414).
- Philippe Sands, Retour à Lemberg, Albin Michel, 2017,  (ISBN 9782226395160) (seule référence en français).
- (en) Martti Koskenniemi, J. Beatson (dir.) et R. Zimmermann (dir.), Jurists Uprooted : German-speaking Émigré Lawyers in Twentieth-century Britain, New York, Oxford University Press, 2004, 601–661 p. (ISBN 0-19-927058-9), « Hersch Lauterpacht (1 897–1 960) »
- (en) Marrus, Michael R. « Three Roads From Nuremberg »", Tablet magazine, 20 novembre 2015.
- (en) Christopher R. Browning, « The Toi Different Ways of Looking at Nazi Murder » (review of Philippe Sands, East West Street:  On the Origins of "Genocide" and "Crimes Against Humanity", Knopf, 425 pp., ; Christian Gerlach, The Extermination of the European Jews, Cambridge University Press, 508 pp., The New York Review of Books, vol. LXIII, no. 18, 24 novembre 2016, pp. 56–58.  Discusses Hersch Lauterpacht's legal concept of « crimes against humanity », contrasted with Raphael Lemkin's legal concept of « genocide ».  All genocides are crimes against humanity, but not all crimes against humanity are genocides ; genocides require a higher standard of proof, as they entail intent to destroy a particular group.
- (en) Philippe Sands, East West Street, Weidenfeld & Nicholson, 2016
- (en) C.W. Jenks, « Hersch Lauterpacht - the Scholar as Prophet », 36 British Year Book of International Law, 1960, pp.1-103
- (en) Sir Gerald Fitzmaurice, « Hersch Lauterpacht - The Scholar as Judge », 37 British Year Book of International Law, 1961, pp.1-71,
- (en) Shabtai Rosenne, 'Lauterpacht's Concept of the Task of the International Judge', 55 American Journal of International Law, 1 961, pp.825-862